# 山根康広
山根 康広（やまね やすひろ、1966年8月16日 - ）は日本のロック・シンガーソングライター、編曲家。1993年、メジャー・デビュー。独身。

## 略歴
1985年大阪府立狭山高等学校卒業後、大阪芸術大学環境計画学科（現・環境デザイン学科）卒業。1989年村中伸一とバンド「BE FREE」結成。1991年解散。その後、バンドは再結成するが、山根はソロに転向。
平日は会社勤め、週末は音楽活動の生活を送る。バンド・スタイルでのデビューを希望していたが、なかなか意に叶わず、会社勤めをしながらその機会を待っていた。村中が編曲したデモテープが日本クラウンの目に留まり、1993年1月21日にメジャー・デビュー。デビュー曲「Get Along Together」が有線放送を通じ、大ヒット。7月20日付で会社を退職、音楽活動に専念。12月「第35回日本レコード大賞」最優秀新人賞受賞、翌年「第45回NHK紅白歌合戦」出場。
楽器はピアノ、ギター、ドラムなど演奏が出来る（ピアノは幼少時から習っていた）。デビューから全楽曲の作詞・作曲・編曲を自身で担当する。大阪府出身ということもあり、ラジオで話す時やブログでは大阪弁を使う。血液型不明。
現在レコード会社を移籍しながらも精力的に楽曲制作・ライブ活動を続けている。韓国のグループ「sg WANNA BE+」の音楽プロデュースを担うなど、活動範囲を広げている。
「Get Along Together」「恋という名の翼」のヒットにより山根は一般的にバラード・シンガーのイメージを持たれているが、「Everyone」「少年」「BOYS&GIRLS」「be-ALIVE」「MADE IN "J"」等、多数のロック曲を制作しており、ライブではバンド・スタイルでビート曲を披露することも多く、山根の音楽のルーツは70年代のアメリカ・イギリスの洋楽ロックである。

## 音楽性
学生時代からディープ・パープルなどのコピーをすることでバンドの楽しさを知り、1970年代、1980年代のハードロック、ブルース・スプリングスティーンやイーグルスにのめり込む。そのため現在に至る山根の曲の世界観やバンドサウンドのアレンジ面などは、それらの影響を大きく受けている。その一方で、松田聖子の大ファンであり、ポップでキャッチ―な部分に関して多大な影響を受ける。10代の頃、ベッドの横に大きな松田のポスターが貼ってあったという。

## エピソード
2010年7月29日にザ・プリンス パークタワー東京で執り行われた市川海老蔵・小林麻央の結婚披露宴に招聘。市川のたっての希望。自身の「Get Along Together」を来賓の前で歌唱。
実家は、大阪府堺市百舌鳥八幡駅前でスタジオヤンタ鹿鳴館を経営していた（今は廃業）。ちなみにヤンタとは本人のニックネーム（ファンからは、やんたん、やんやん、やんちゃんと呼ばれることもある）。

## 代表曲
Get Along Together
1993年1月21日発売のメジャー・デビュー・シングル。
結婚する友人のため1週間で書き上げたラブソング。発売当初は売れ行きが低調のため、山根は有線放送を巡った。同年9月6日、同曲をリメイク、タイトルに副題を添え、『Get Along Together-愛を贈りたいから-』として発売。オリコンチャート初登場10位、登場7週目に最高位の5位に到達。9週連続（累積13週）TOP10入り、ミリオンセラーを記録。累計出荷枚数174万枚。前述のリメイク盤発売と同時に、1月発売の初盤CDシングルは廃盤になる。
年末には第35回日本レコード大賞最優秀新人賞を受賞すると共に、翌年の第45回NHK紅白歌合戦にも初出場する。

恋という名の翼
1995年5月17日発売6作目のシングル。
本人も出演したCM（ヤクルト「ミルージュ」）に使用される。

ALWAYS -いつまでも変わらない-
1995年、5作目のシングル『Everyone』のC/W曲として発売。神戸市の「ヴィーナスブリッジ」をモチーフに制作。「再度山（ふたたびやま）」という御当地の地名も歌詞に出る。続編『ALWAYS II』を8作目のシングルとして翌1996年7月24日に発売。

CLOUD 9
22作目のシングル。デビュー20周年記念曲であり、山根が「大切な絆を結ぶ、今こそ伝えたい大切にしたい想いを込めた」メッセージ・ソングとなっている。2012年7月15日付オリコンデイリーランキングで8位、ウィークリーランキングで22位に入り16年振りにチャートイン。初回限定盤と通常盤でC/W曲が異なり、初回限定盤は「唇よ愛をさけべ」、通常盤は「オーロラ」。

## ディスコグラフィ

### シングル
|      | 発売日         | タイトル                             | 規格   | 規格品番                                      |
| ---- | -------------- | ------------------------------------ | ------ | --------------------------------------------- |
| 1st  | 1993年1月21日  | Get Along Together                   | 8cmCD  | CRDP-62                                       |
| 2nd  | 1993年9月6日   | Get Along Together-愛を贈りたいから- | 8cmCD  | CRDP-80                                       |
| 3rd  | 1994年2月5日   | あの時のように/永遠の約束            | 8cmCD  | CRDP-85                                       |
| 4th  | 1994年9月21日  | Yellを君に-Single Version-           | 8cmCD  | CRDP-100                                      |
| 5th  | 1995年2月22日  | Everyone                             | 8cmCD  | CRDP-110                                      |
| 6th  | 1995年5月17日  | 恋という名の翼                       | 8cmCD  | CRDP-111                                      |
| 7th  | 1996年5月1日   | She's my Lady                        | 8cmCD  | CRDP-133                                      |
| 8th  | 1996年7月24日  | ALWAYS II                            | 8cmCD  | CRDP-140                                      |
| 9th  | 1998年2月25日  | I'LL BE THERE-この空の果てまでも-    | 8cmCD  | TODT-5117                                     |
| 10th | 1998年8月26日  | 2 LOVE AGAIN                         | 8cmCD  | TODT-5177                                     |
| 11th | 1998年11月26日 | LET ME GO NOW                        | 8cmCD  | TODT-5234                                     |
| 12th | 1999年6月30日  | 観覧車 (TOKYO VISUAL PACKAGE)        | 8cmCD  | TODT-5308                                     |
| 13th | 1999年6月30日  | 観覧車 (OSAKA VISUAL PACKAGE)        | 8cmCD  | TODT-5309                                     |
| 14th | 2000年11月22日 | SIDE BY ME〜ずっと伝えたくて…        | 12cmCD | CRCP-10006                                    |
| 15th | 2001年2月21日  | be-ALIVE                             | 12cmCD | CRCP-10009                                    |
| 16th | 2001年8月22日  | NO RETURN                            | 12cmCD | CRCP-10019                                    |
| 17th | 2003年7月24日  | I'm Not Alone                        | 12cmCD | CRCP-10045                                    |
| 18th | 2005年8月10日  | SINCERELY                            | 12cmCD | CRCP-10114                                    |
| 19th | 2006年6月7日   | 八月の詩                             | 12cmCD | CRCP-10141                                    |
| 20th | 2009年7月1日   | 愛しのマリア                         | 12cmCD | XNTR-15025                                    |
| 21st | 2010年11月3日  | 林檎の木                             | 12cmCD | XNTR-15032                                    |
| 22nd | 2012年7月11日  | CLOUD 9                              | 12cmCD | XNTR-15035（初回限定盤） XNTR-15036（通常盤） |
| 23rd | 2015年7月8日   | IN THE MIRROR                        | 12cmCD | CRCP-586                                      |
| 24th | 2015年8月26日  | 栄光の季節                           | 12cmCD | WEE-001                                       |
| 25th | 2019年6月12日  | GUARDIAN                             | 12cmCD | WEE-002                                       |

### アルバム

#### オリジナル・アルバム
1. BACK TO THE TIME（1993年3月21日／REMIX盤1993年11月10日／リマスター盤2013年8月7日）
2. DESTINY-夢を追いかけて-（1994年4月21日／リマスター盤2013年8月7日）
3. Born in 66（1995年9月20日）
4. Mr. FRIENDS（1997年6月25日）
5. ONE MOMENT（1998年3月25日）
6. on the BACK STREET（1999年10月20日）
7. STARS.（2002年4月24日）
8. HEAVEN & EARTH（2004年4月21日）
9. GOLDEN FLYER（2007年11月14日）
10. MUSICMAN（2013年6月26日）
11. I AM（2023年12月6日）

#### ベスト・アルバム
1. THE MARK（1997年11月21日）
2. THE MARK #2（1999年3月18日）
3. BLUE（2002年8月21日）デビュー10周年記念2枚組
4. HELLO BABY!（2008年3月26日）デビュー15周年記念 2枚組
5. YASUHIRO YAMANE SUPER BEST（2011年12月21日）TSUTAYA限定
6. 20th ANNIVERSARY "ULTRA BEST ALBUM" 7,300days（2014年1月8日）デビュー20周年記念4枚組
7. PIECE OF LIFE 30TH ANNIVERSARY BEST ALBUM（2023年12月06日）デビュー30周年記念 2枚組

#### ライブ・アルバム
（1以外はファンクラブにて発売）
1. VERY BEST of THE LIVE Roll Over （1999年3月18日）※日本クラウン：2枚組
2. be-ALIVE 2001 （2001年10月24日）
3. M-816★2004 （2005年2月25日）
4. RACING the MOON TOUR 2004 HEAVEN & EARTH （2005年2月25日）
5. ROUTE 816 LIVE IN KOBE ARENA （2007年5月25日）
6. RACING the MOON TOUR 2007-08 GOLDEN FLYER （2008年7月30日）

#### 企画アルバム
（ファンクラブにて発売）
1. 10 LOVE SONGS（2002年5月15日）※オーケストラver.アルバム

### 映像作品
（1,2,8,9以外はファンクラブにて発売）
1. RACING the MOON（1994年9月7日）LIVE （日本クラウン）
2. Born in 66 RACING the MOON Tour '95-96（1996年11月21日）LIVE （日本クラウン）
3. ROUTE 816 LIVE IN BUDOKAN（1997年3月18日）LIVE
4. THE ROAD MOVIE BLUE STILL（2000年5月10日）Document
5. BLUE STILL in U.S.A  ROUTE 66 #01（2000年12月25日）Document
6. BLUE STILL in U.S.A  ROUTE 66 #02（2001年4月25日）  Document
7. be-ALIVE 2001（2001年9月5日）LIVE
8. ROUTE 816 LIVE IN BUDOKAN（2002年5月22日）LIVE DVD（日本クラウン）
9. be-ALIVE 2001（2002年5月22日）LIVE DVD（日本クラウン）
10. 栄光への軌跡  a Film.（2002年12月25日）Document DVD
11. ROUTE 816 LIVE IN KOBE ARENA（2007年2月17日）LIVE DVD
12. ROUTE 816 LIVE IN KOBE ARENA Special Edition（2007年5月25日）LIVE DVD
13. BORN IN 66 RACING the MOON Tour'95-96（2007年5月25日）LIVE DVD
14. The 20th ANNIVERSARY FINAL! "STARTING OVER"（2014年8月16日）LIVE Blu-ray & DVD

### 著書
1. たった一人の君 （ソニー・マガジンズ、1994年12月、ISBN 478970937X）
2. 少年の影 （青年書館、1998年6月、ISBN 4791807715）

## ライブツアー
- 1994.06　RACING the MOON TOUR '94
- 1995.11　RACING the MOON TOUR '95-'96 "BORN IN 66"
- 1996.08　ROUTE 816 LIVE IN BUDOKAN
- 1996.11　RACING the MOON TOUR '96-'97 "RUN TO RUN"
- 1998.03　RACING the MOON TOUR '98 "ONE MOMENT"
- 2000.01　RACING the MOON TOUR 2000 "on the BACK STREET"
- 2001.02　be-ALIVE 2001
- 2002.03　RACING the MOON TOUR 2002 ACT1. "LIVE HOUSE SERIES"
- 2002.08　RACING the MOON TOUR 2002 ACT2. "STARS."
- 2004.09　RACING the MOON TOUR 2004 "HEAVEN & EARTH"
- 2005.08　SINCERELY TOUR 2005
- 2006.08　ROUTE 816 LIVE IN KOBE ARENA
- 2007.12　RACING the MOON TOUR 2007-08 "GOLDEN FLYER"
- 2009.08　LIVE TOUR "MARIA 09"
- 2010.10　LIVE TOUR 2010 "Get Kicks on Apples"
- 2012.12　WHITE BALLADE 2012
- 2013.08　RACING the MOON TOUR 2013 "MUSICMAN"
- 2014.01　The 20th ANNIVERSARY FINAL! "STARTING OVER"

### 出演イベント
- 2001年8月6日 - 2001 夏 長崎から さだまさし
- 2007年8月4日 - Kiss-FM Summer Special 神戸空港 夏・よる・LIVE![15]
- 2008年3月12日 - ライブ R35 ～もう一度、妻と歌おう。～[16]
- 2009年3月21日・22日 - 久本雅美 大阪で生まれた女 生誕50年記念ライブ マチャミの婚前披露宴 新郎なしでヨロちくび～!
- 2012年6月17日 - Unforgettable Concert[17]
- 2016年9月27日 - BACK TO THE GOOD DAYS 【男祭り】[18]
- 2023年6月30日 - さよなら中野サンプラザ『令和歌の祭典2023 ～100年歌われるニューミュージック～』[19]

## 出演

### テレビ
- 気になる時間（奈良テレビ、2007年4月6日 - 10月5日）メインキャスター

### ラジオ
- STARTING OVER★Y2 MEETS ROCK  - （FM COCOLO、毎週金曜日23:00-24:00。（2013年11月 -2014年03月）※70年代のアメリカ・イギリスの「洋楽ロック」に強い影響を受け育った山根が、その音楽観を披露する1時間の音楽プログラム

- 山根康広★MADE IN "J"  - （FM大阪、毎週土曜日21:00-21:30。2009年10月 -2013年12月 ）

### テレビドラマ
- ひるドラ『パンダが町にやってくる』（2008年） - 本人役で出演。

### CM
- ヤクルト本社『ミルージュ』（1995年）

### NHK紅白歌合戦出場歴
| 年度/放送回              | 回 | 曲目                                  | 出演順 | 対戦相手   |
| ------------------------ | -- | ------------------------------------- | ------ | ---------- |
| 1994年（平成6年）/第45回 | 初 | Get Along Together -愛を贈りたいから- | 03/25  | 久宝留理子 |

注意点
出演順は「出演順/出場者数」で表す。

## ファンクラブ
オフィシャルファンクラブ「MOTHER（マザー）」1994年6月発足。